# Musée des Beaux-Arts de Lyon
Musée des Beaux-Arts de Lyon (Lyons museum för de sköna konsterna) är ett kommunalt konstmuseum i centrala Lyon. Det är inrymt i ett 1600-talspalats som är ett före detta nunnekloster, Abbaye de Saint-Pierre-les-Nonnains de Lyon, ur benediktinorden. Museets grundades 1801 och öppnades för besökare 1803.  
Det stora museets samlingar omfattar över 72 000 föremål i form av antikviteter, konsthantverk, medaljer och mynt, grafisk konst och teckningar samt skulpturer och målningar. Samlingarna spänner över 5000 år från de första högkulturerna i Mesopotamien och Egypten till samtidskonst. Klostrets forna trädgård utgör idag en skulpturpark med verk av bland annat Auguste Rodin.
I museets samling av målningar finns mästerverk från 1100-talet till idag av konstnärer som Perugino, Pieter Brueghel den äldre, Paolo Veronese, Peter Paul Rubens, Nicolas Poussin, Eugène Delacroix, Jean-Auguste-Dominique Ingres, Gustave Courbet, Édouard Manet, Claude Monet, Auguste Renoir, Paul Gauguin, Puvis de Chavannes, Marc Chagall, Henri Matisse och Pablo Picasso.

## Urval av målningar i kronologisk ordning
Se även alfabetisk lista över målningar på museet

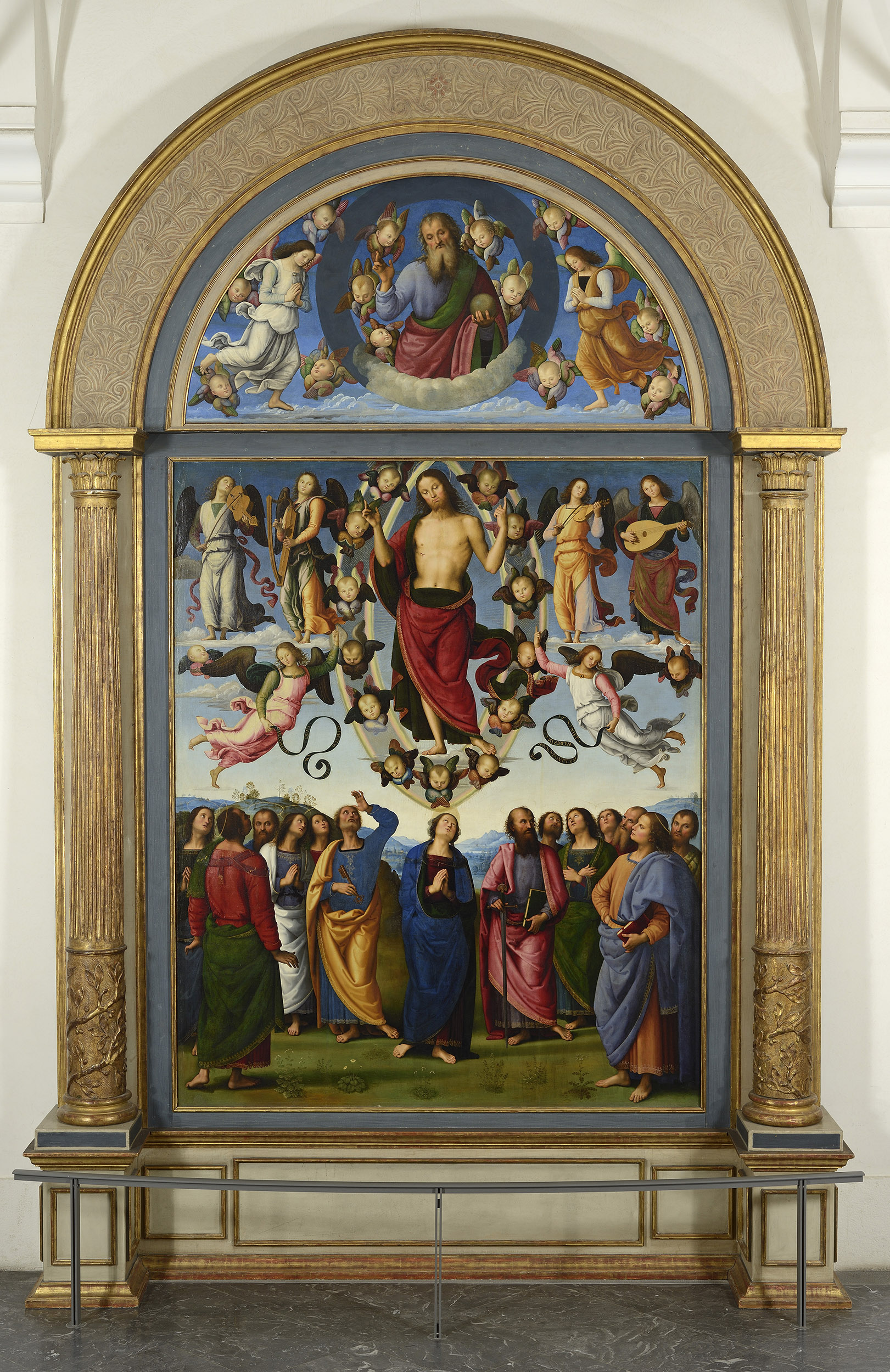
Perugino, Kristi himmelsfärd (cirka 1496–1500).
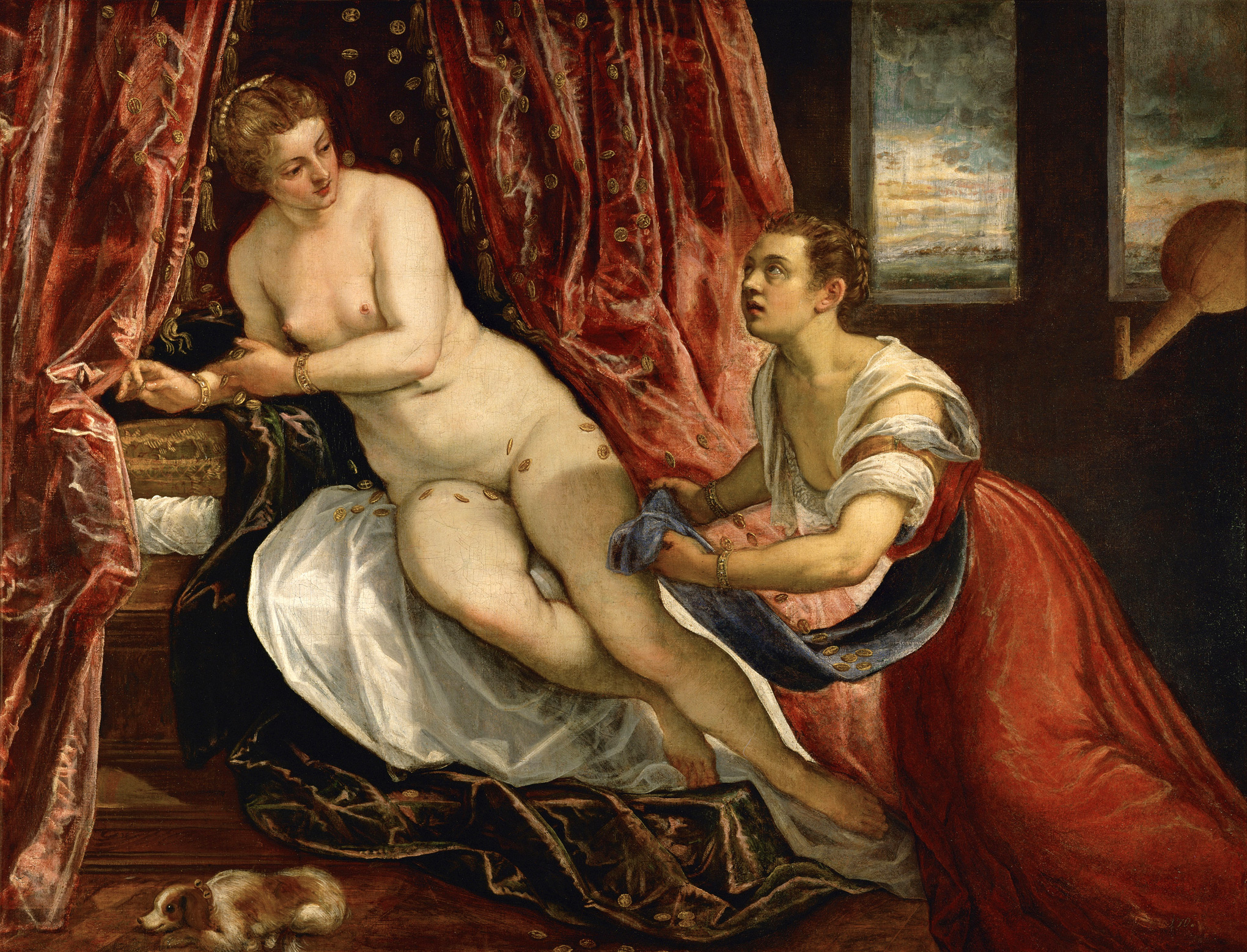
Tintoretto, Danaë (cirka 1570).
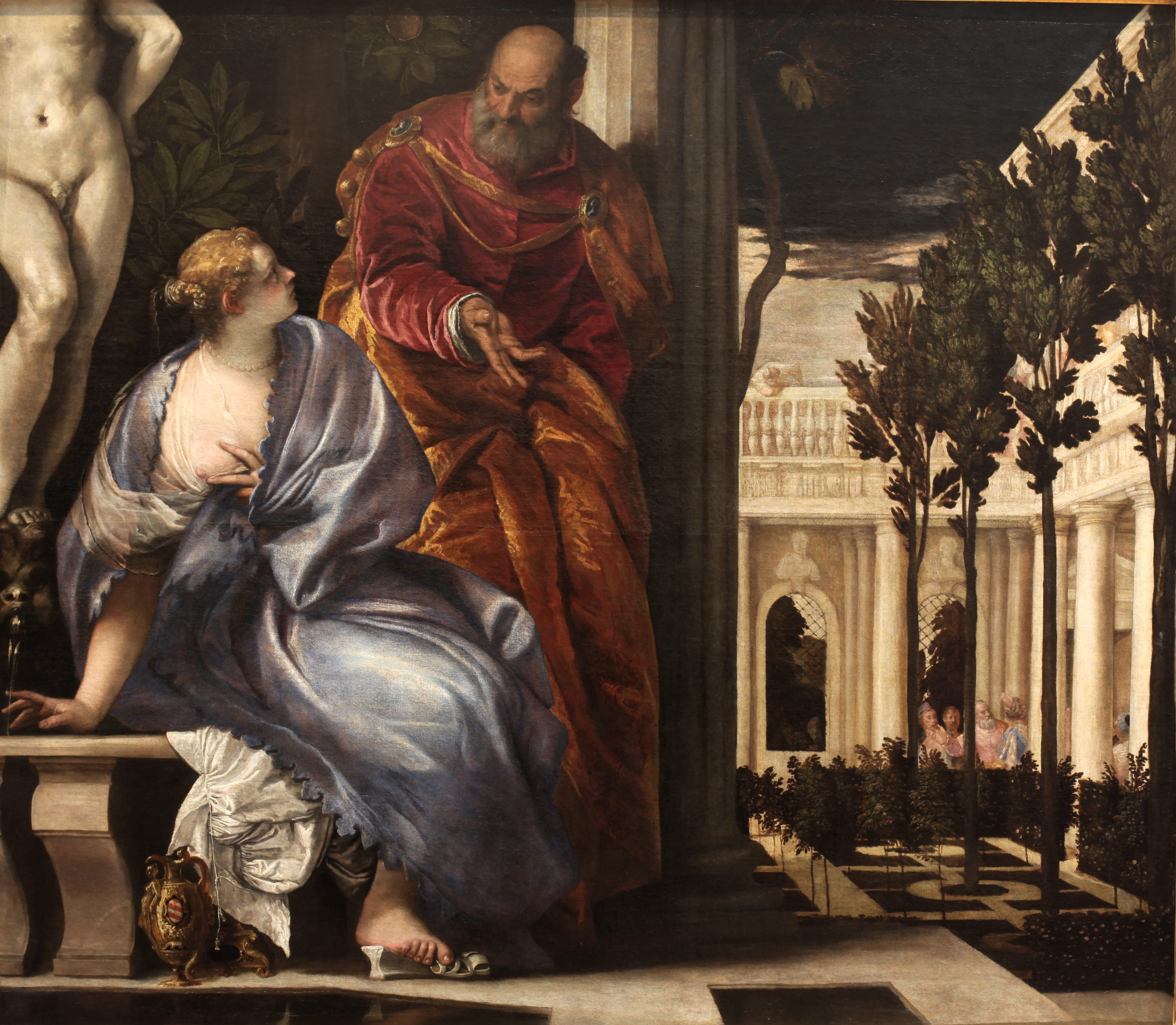
Paolo Veronese, Batseba i badet (cirka 1575).
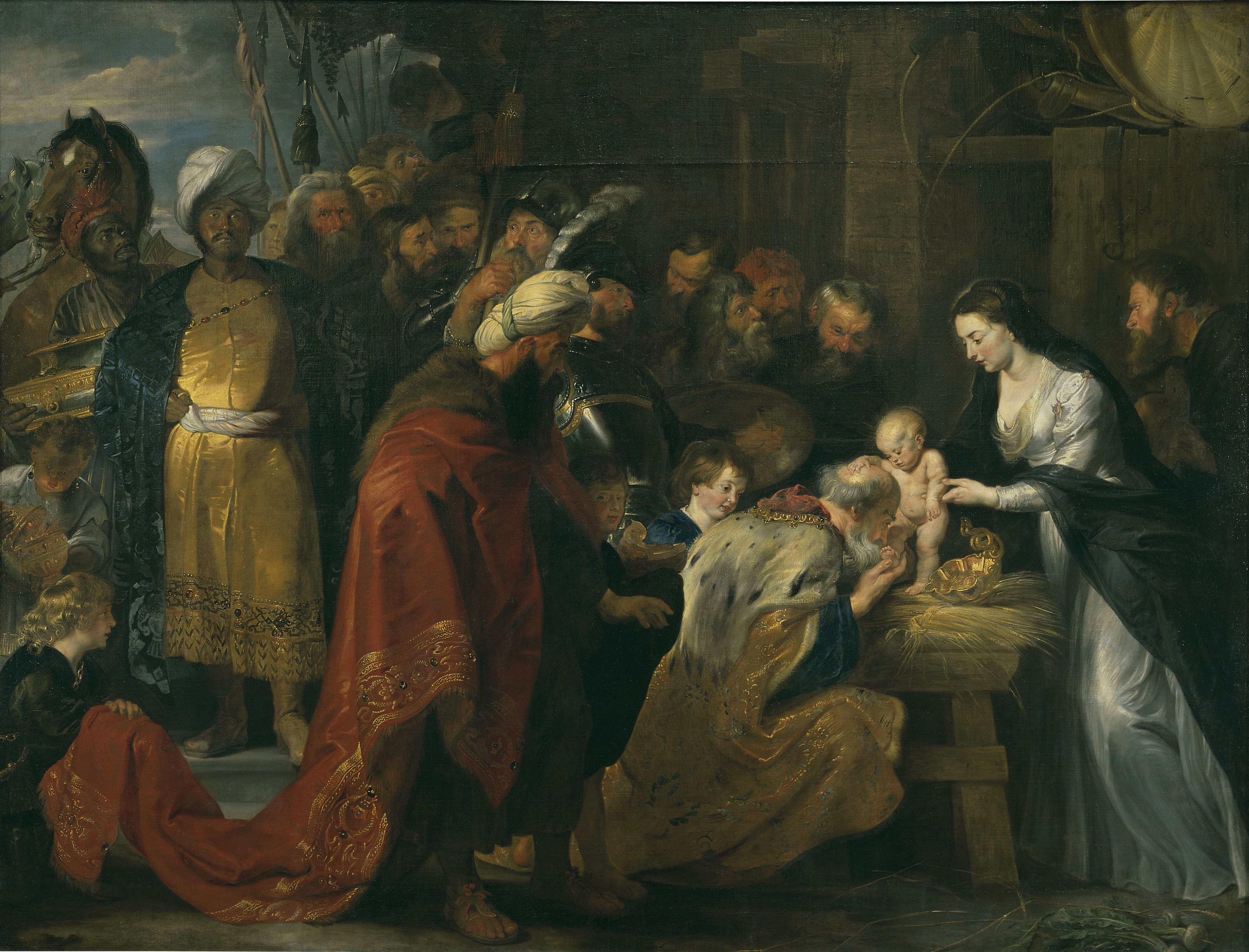
Peter Paul Rubens, Konungarnas tillbedjan (1617–1618).
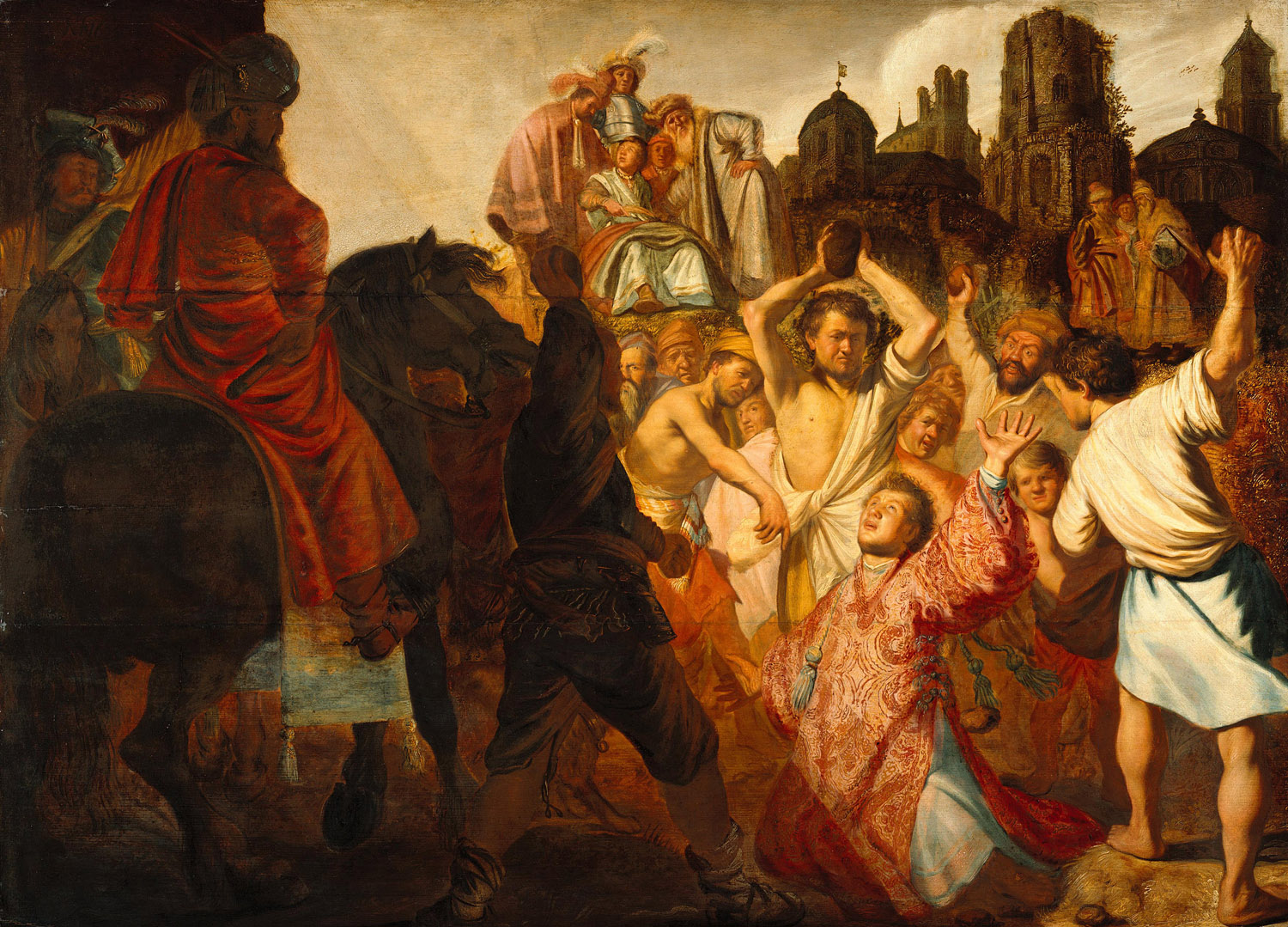
Rembrandt, Stefanos stenas (1625).
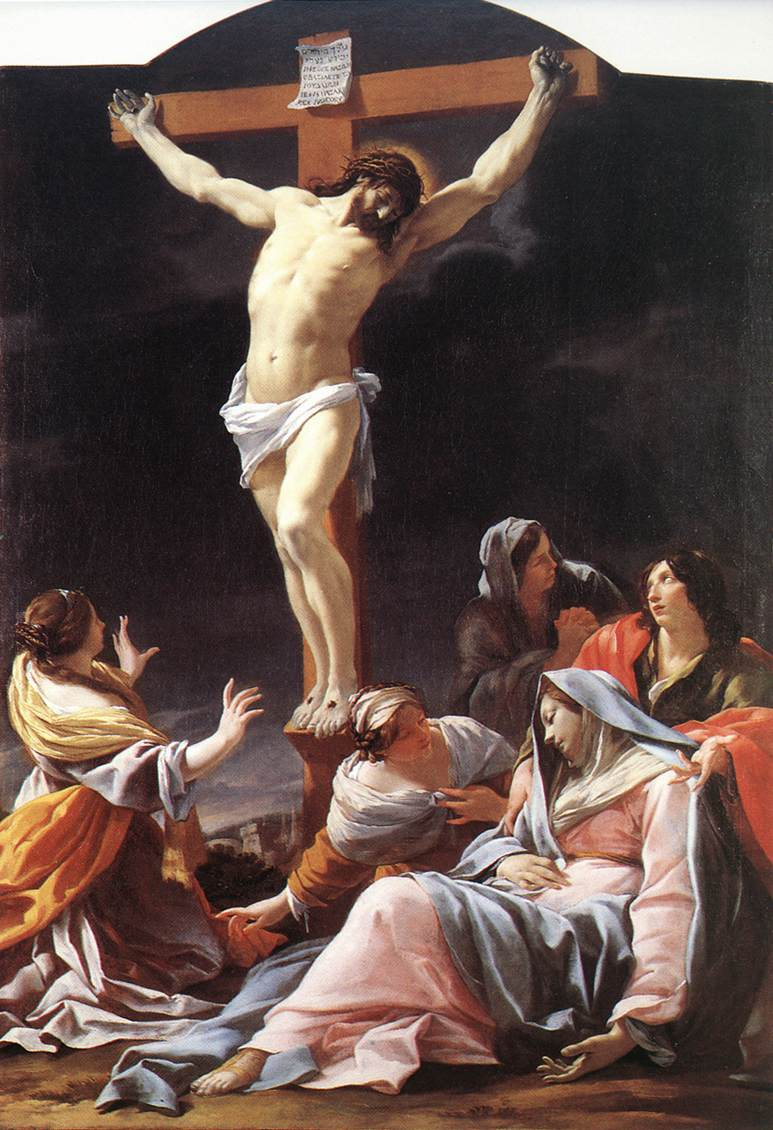
Simon Vouet , Korsfästelsen (1636–1637).
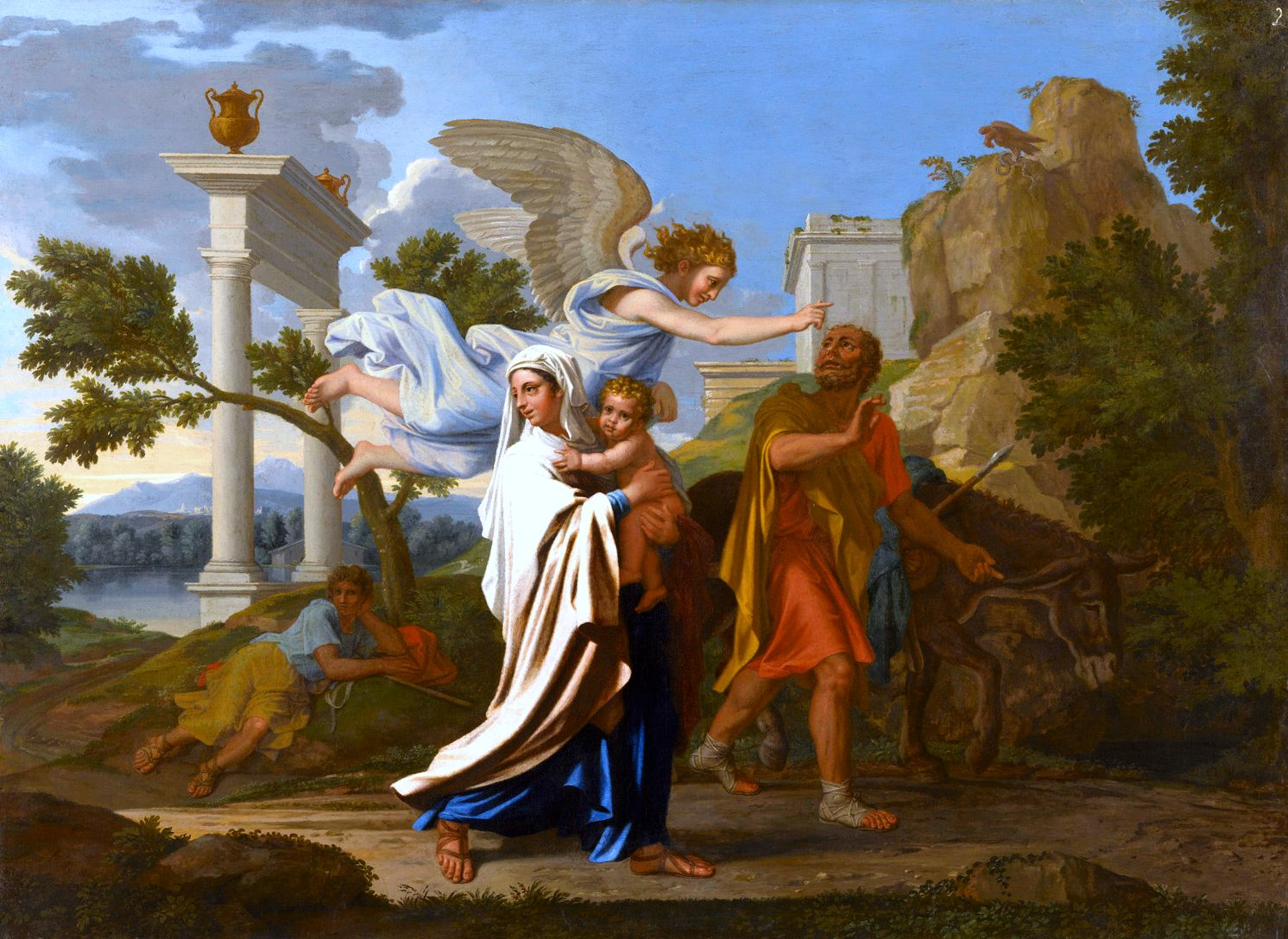
Nicolas Poussin, Flykten till Egypten (1657–1658).
Théodore Géricault, Den sinnessjuka kvinnan (cirka 1820).
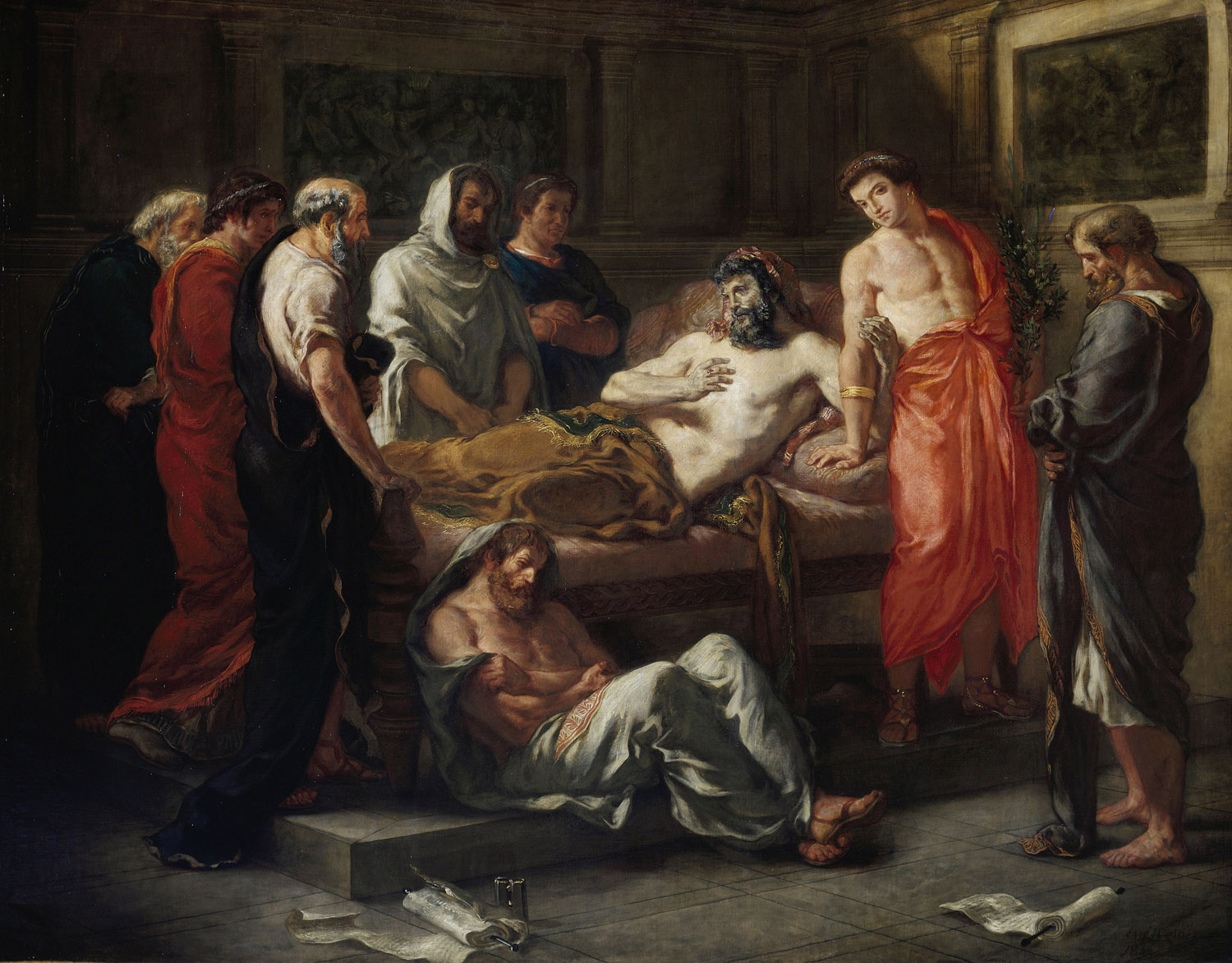
Eugène Delacroix, Marcus Aurelius sista ord (1844).
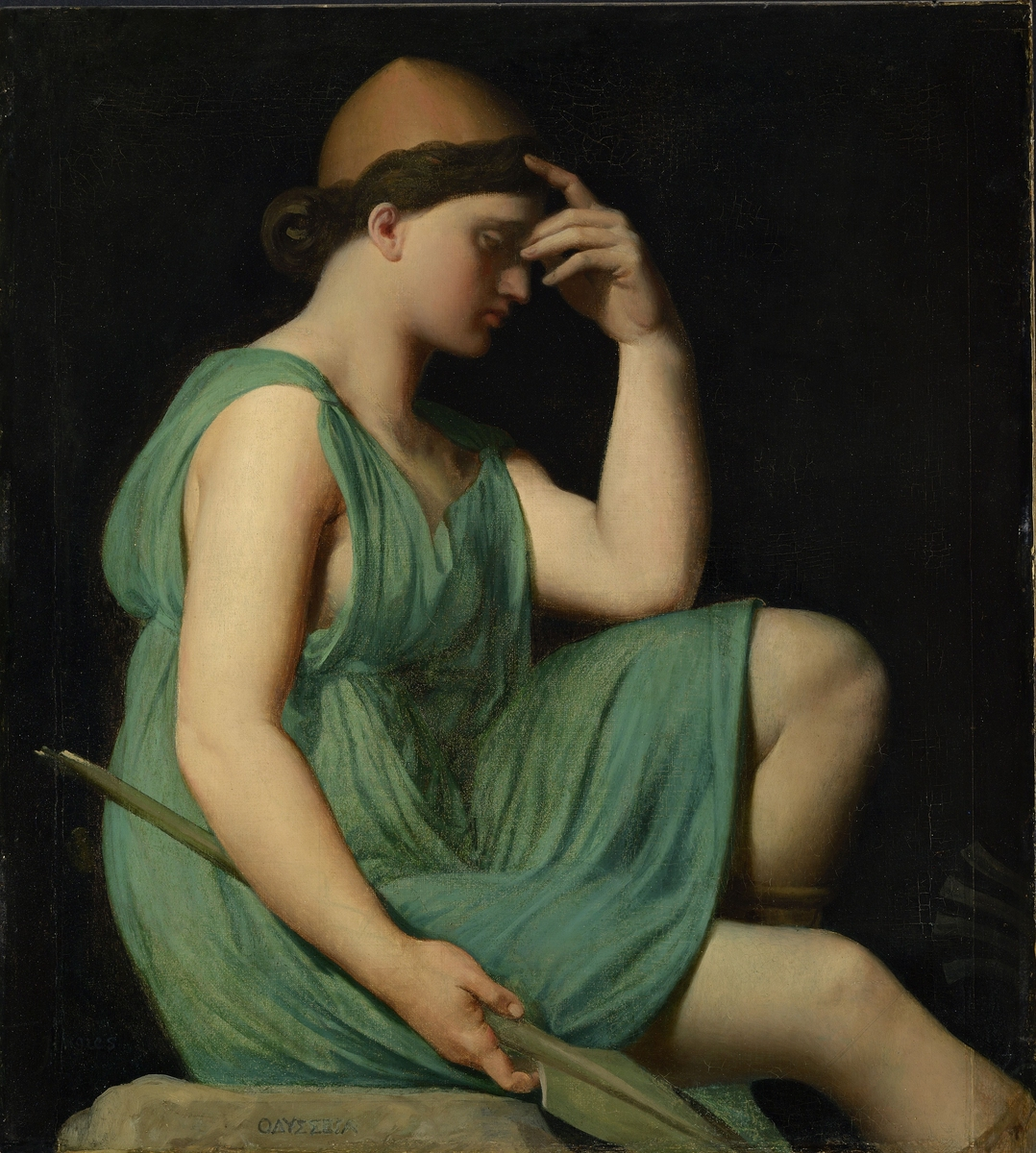
Jean-Auguste-Dominique Ingres, L'Odyssée (1850).
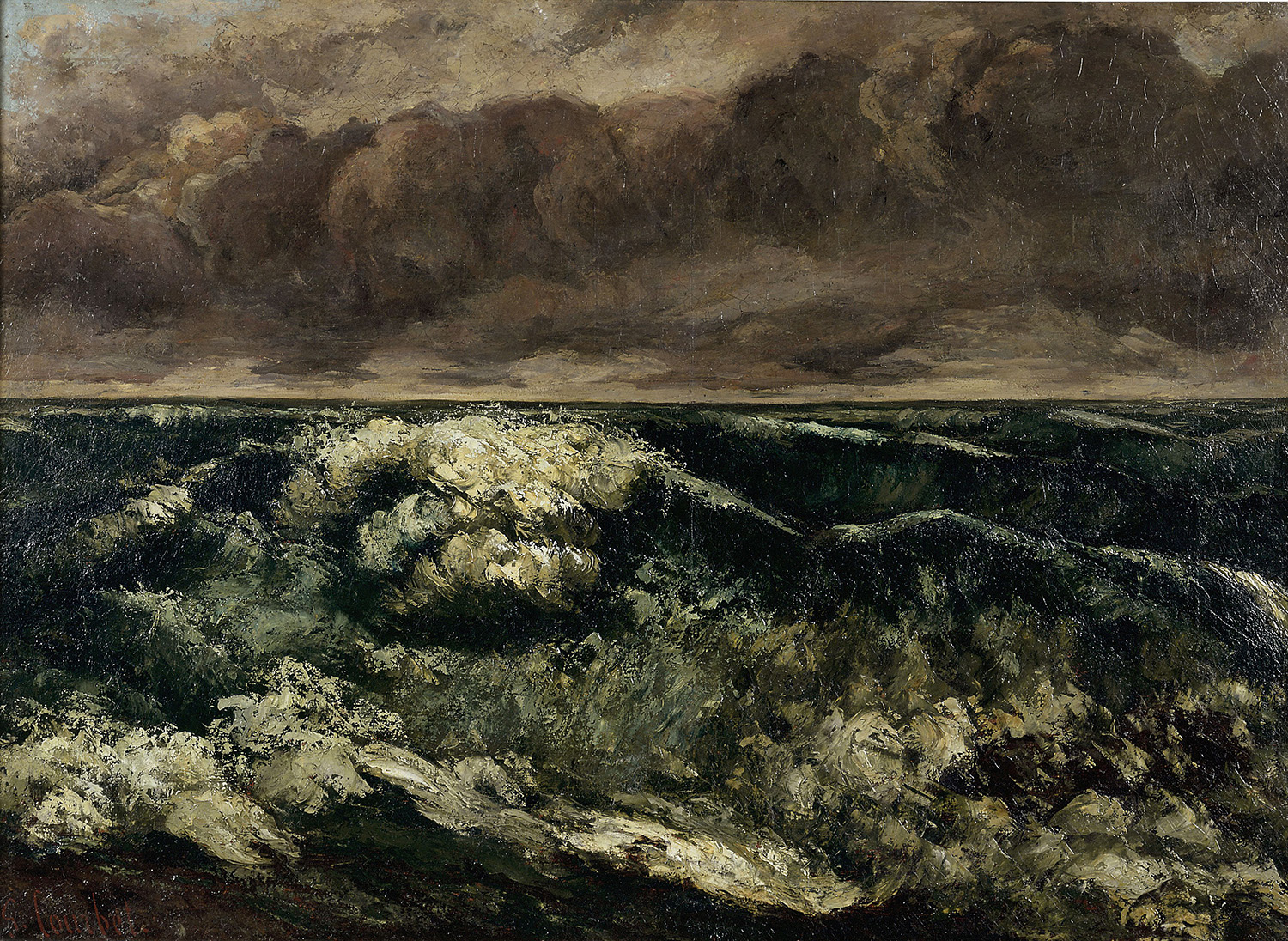
Gustave Courbet, Vågen (1869).
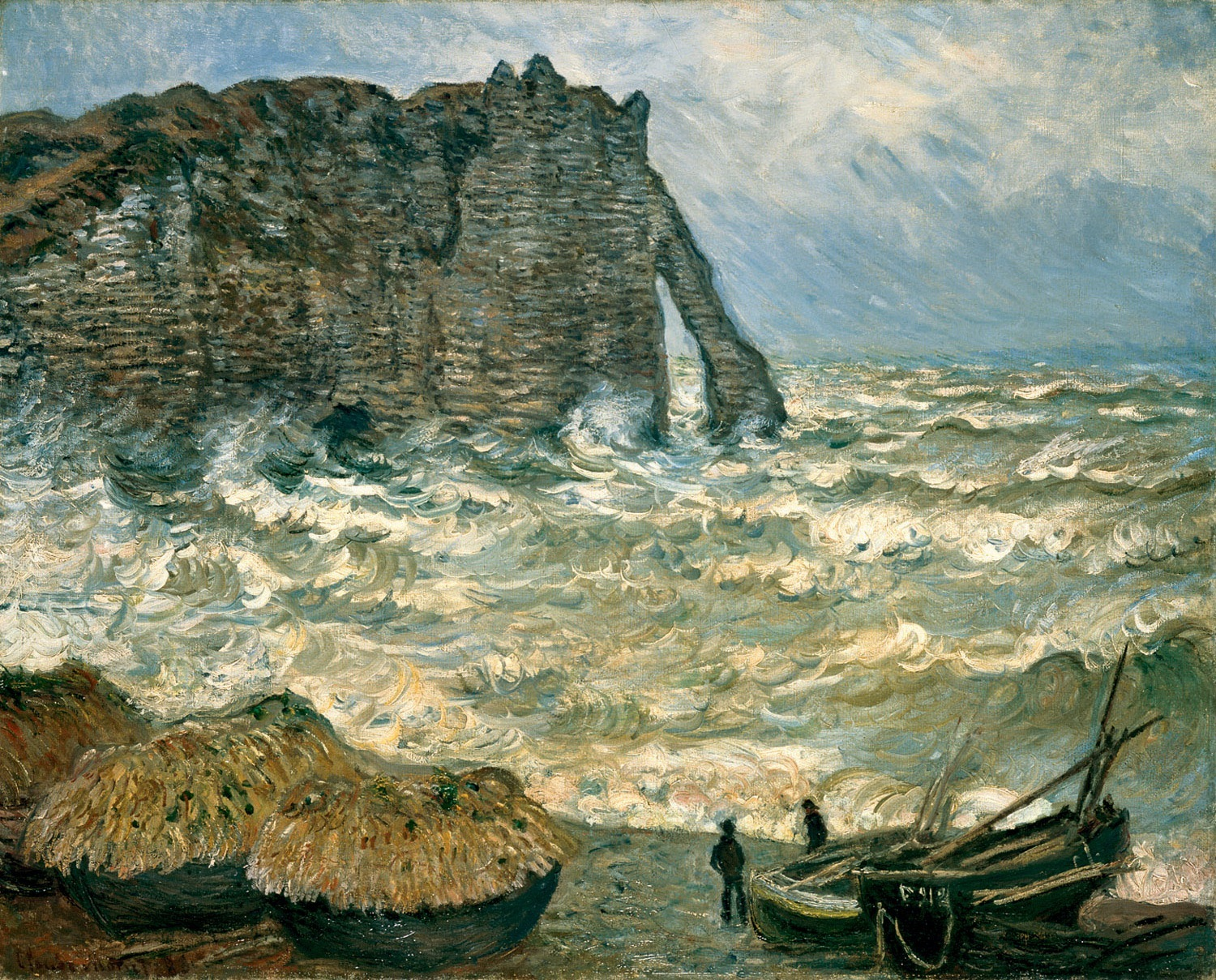
Claude Monet, Stormigt hav vid Étretat (1883).
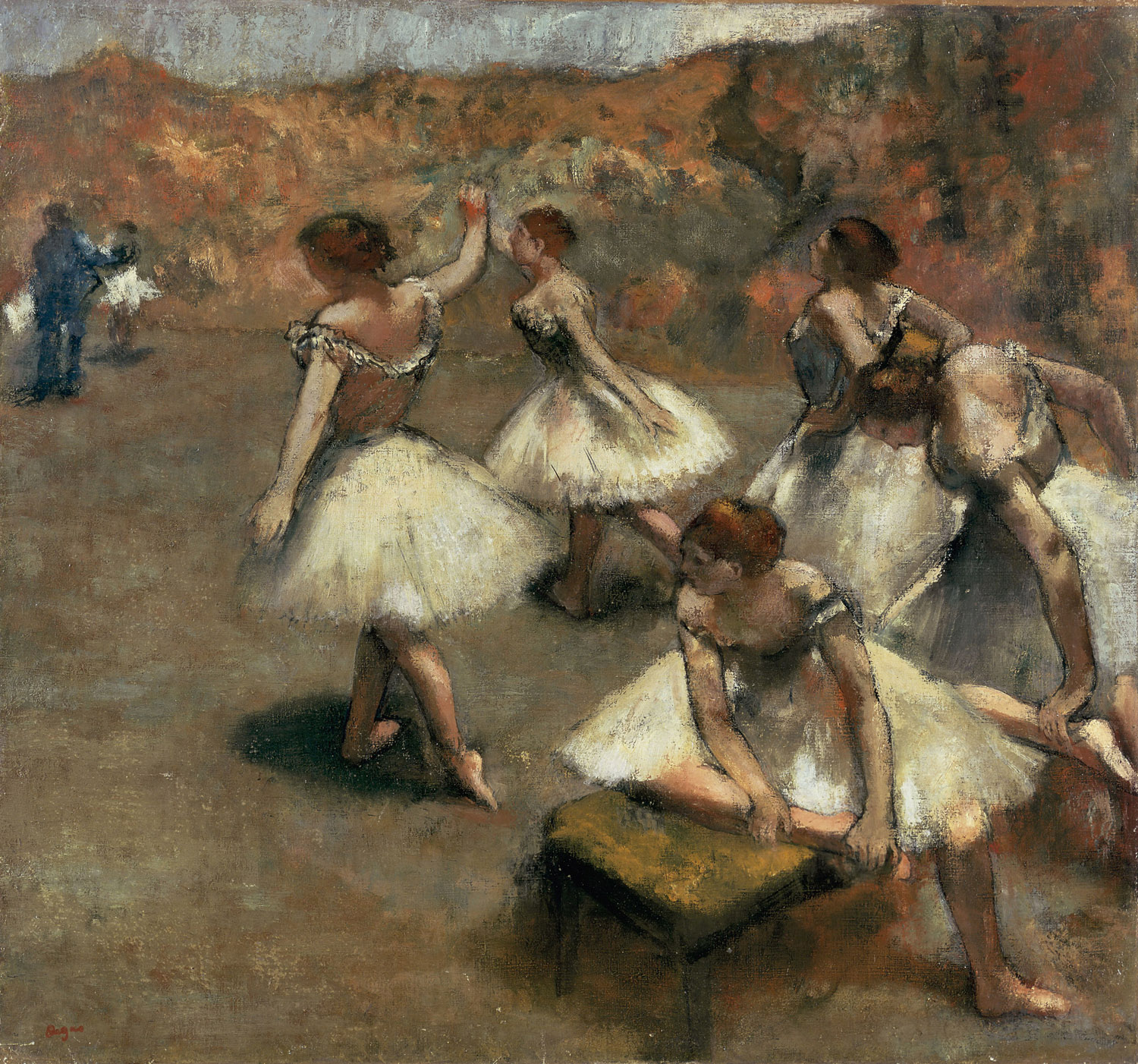
Edgar Degas, Danserskor på scen (cirka 1889).
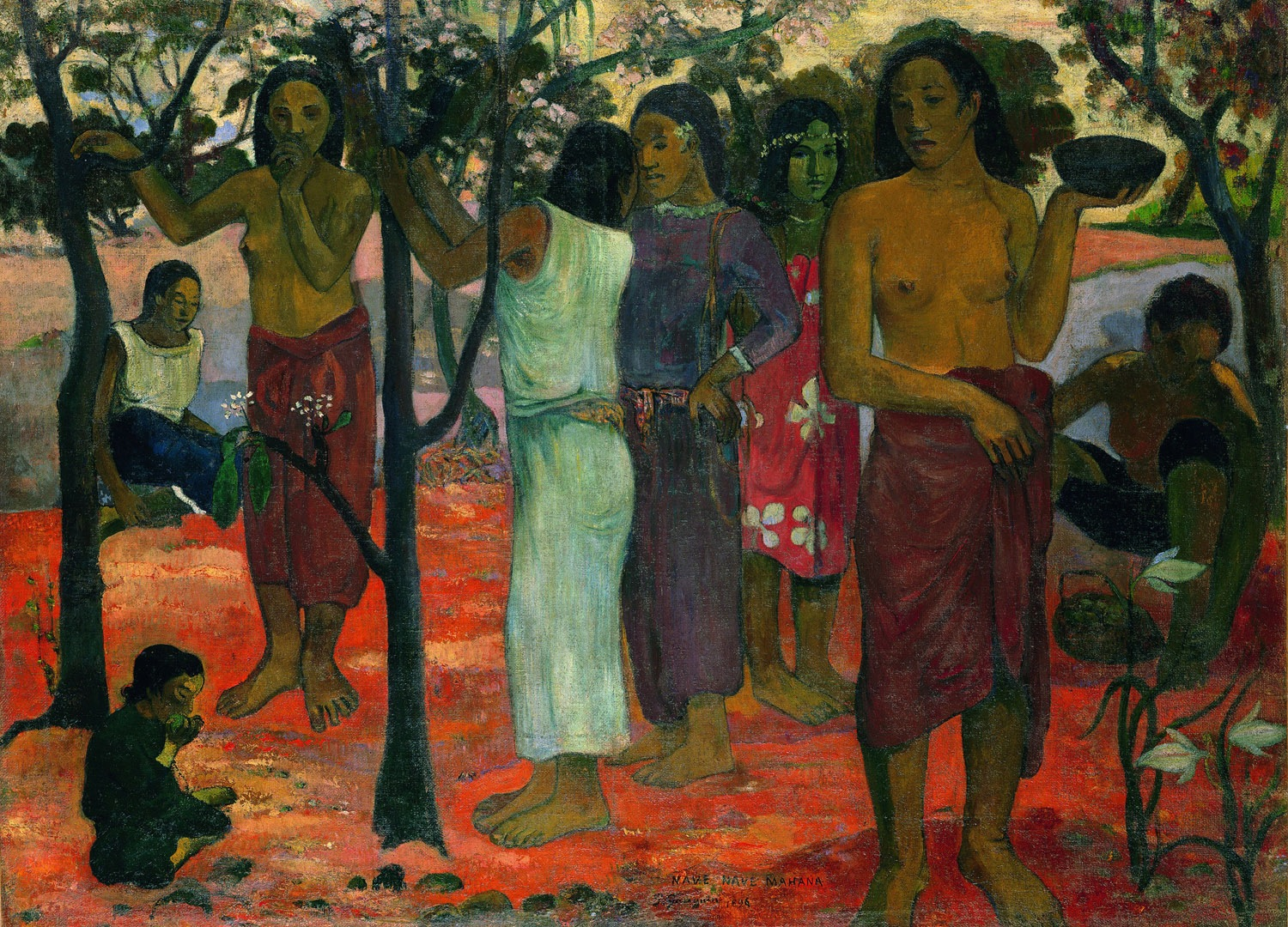
Paul Gauguin, Nave Nave Mahana (1896).
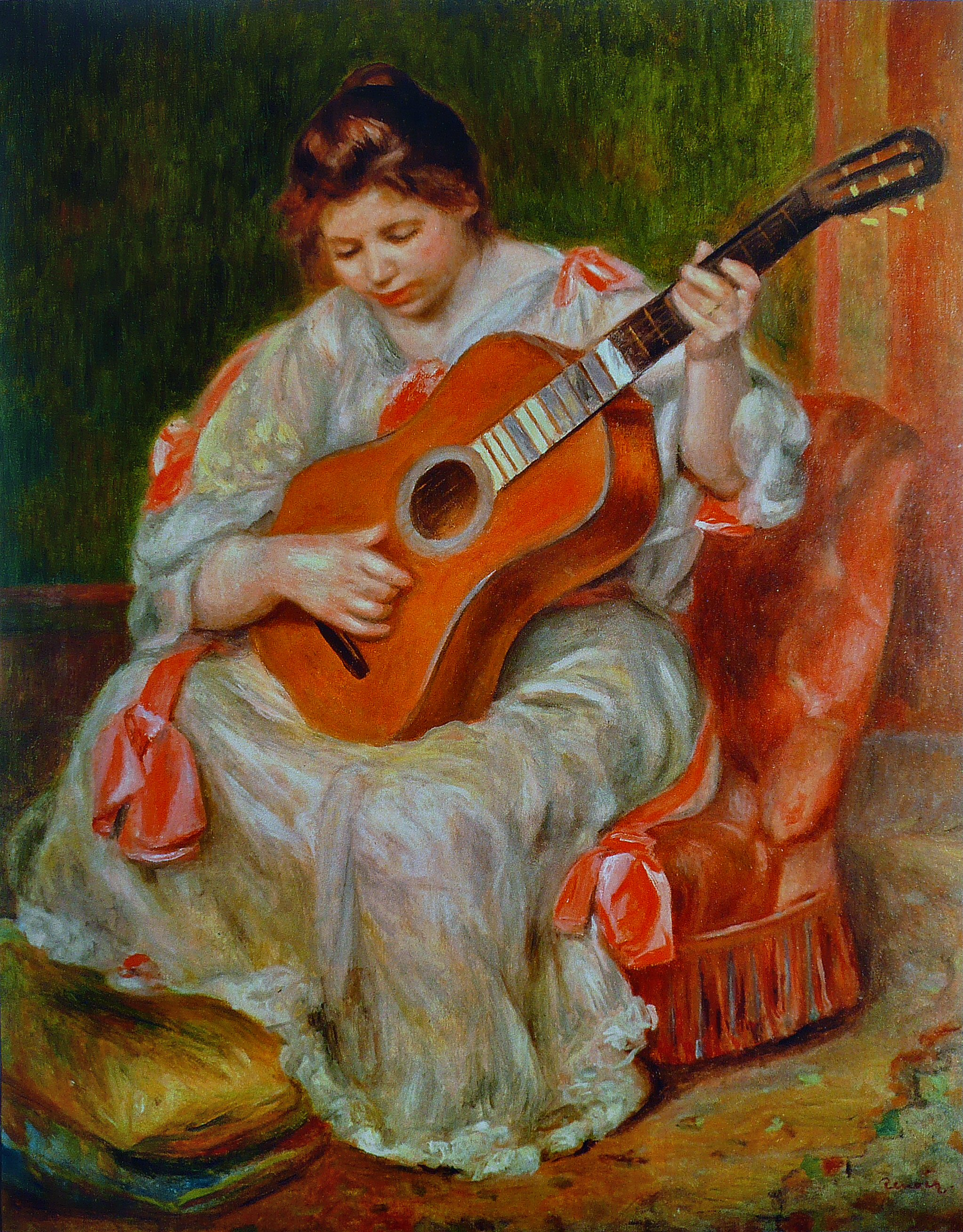
Auguste Renoir, Kvinna spelar gitarr (cirka 1897).